# Planá nad Lužnicí
Planá nad Lužnicí − miasto w Czechach, w kraju południowoczeskim.
Według danych z 31 grudnia 2003 powierzchnia miasta wynosiła 2 142 ha. Liczba mieszkańców wynosi 4305 osób (2021).

## Demografia
| Rok             | 1970  | 1980  | 1991  | 2001  | 2003  | 2021  |
| --------------- | ----- | ----- | ----- | ----- | ----- | ----- |
| Liczba ludności | 2 325 | 3 078 | 2 901 | 3 043 | 3 128 | 4 305 |

Źródło: Czeski Urząd Statystyczny